# Inge II
Inge II — també Inge Bårdsson en noruec, Ingi Bárðarson en nòrdic antic; (1185 – 23 d'abril del 1217) fou rei de Noruega de 1204 a 1217 enmig de les darreres de les Guerres Civils Noruegues. Inge fou el rei del partit birkebeiner. La finalització del poblament de Kvitsøy amb el partit bagler el 1208 pacificà la situació durant els nou anys del regnat d'Inge, reconeixent Inge i el birkebeiner el domini del partit bagler sobre Viken (a l'àrea del fiord d'Oslo).
Les principals fonts d'informació del regnat d'Inge són les bagler sagues, escrites durant i poc després del seu regnat. Inge també és esmentat menys extensament a l'inici de la saga de Håkon Håkonsson. La primera carta reial noruega que ha perviscut fins al nostres temps data durant el regnat d'Inge fou escrita per Filippus, rival d'Inge. Les sagues bagler - una font contemporània - descriuen Inge com a home callat i tranquil, qui preferia allunyar-se dels banquets i preferia passar el temps als seus quarters propis amb amics propers - un tret de caràcter retret per alguns dels seus homes. La seva salut es va debilitar força després de sobreviure a l'atac a Nidaros del 1206.
Molts historiadors han vist a Inge com un rei força dèbil, ja que mai aconseguí controlar tota la Noruega, i acordà compartir el poder amb el bagler, el qual s'aferrà fins i tot quan Filippus va trencar l'acord seguint intitulant-se "rei". Com a reacció a aquesta visió del regnat d'Inge, altres han reclamat que fou un governant fort, ja que fou capaç de mantenir la pressió bel·licista del birkebeiner i posar un aturador a les guerres civils.

## Orígens
El pare d'Inge pare, Bård, era un prominent lendmann de la regió de Trøndelag i descendent de Tostig Godwinson. Ben d'hora donà suport al rei Sverre, qui va portar al poder la facció Birkebeiner a poder a les darreries del segle xii després d'anys de guerra en contra el rei Magnus Erlingsson. La mare d'Inge, Cecília, era la filla d'un antic rei, Sigurd Munn. Havia estat casada amb el Lagman Folkvid al Värmland (Suècia). Després del seu germà, Sverre, havia guanyat el tron de Noruega, va deixar el seu marit i viatjà amb Sverre a Noruega, afirmant que havia estat casada amb Folkvid en contra la seva voluntat. L'arquebisbe anul·là el seu matrimoni amb Folkvid, i Sverre la donà en matrimoni al seu fidel seguidor Bård Guttormsson. Inge era l'únic fill de Bård i Cecilia.

## Accés al tron
Després de la mort del rei Sverre el 1202, el seu fill, Håkon, i el seu net, Guttorm, moriren consecutivament al llarg des dos anys següents. El birkebeiner no tenia cap successor directe a Sverre (l'existència d'un altre net de Sverre, Håkon Håkonsson, era desconeguda fins aquell moment). Els antics adversaris de Sverre, el bagler, aprofità l'ocasió per a llançar una nova invasió de Viken sota el seu rei, Erling Steinvegg. Després de la mort del rei d'infant Guttorm l'agost del 1204, el birkebeiner necessitava un dirigent fort que s'oposés a l'amenaça bagler. Els dirigents birkebeiner volien que el comte Håkon el Boig, que havia sigut regent durant el regnat del rei Guttorm. Håkon era germanastre d'Inge, el fill de Cecília i Folkvid. Tanmateix, Eirik, arquebisbe de Nidaros, i els pagesos de Trøndelag insistiren en escollir a Inge, qui fins llavors havia governat Trøndelag en el regnat de Guttorm. S'assolí un compromís pel qual Inge esdevenia rei, mentre que el comte Håkon esdevenia líder de l'exèrcit, rebent aquest la meitat dels ingressos reials.

## Regnat
Els següents quatre anys sofriren intenses lluites entre els birkebeiner i els bagler. El pretendent bagler Erling va morir el 1206, però el partit bagler va continuar la lluita defensant el seu nou candidat a la corona, Filippus Simonsson. El bagler va controlar l'àrea de Viken, amb les ciutats de Tønsberg i Oslo. El rei Inge va controlar Trøndelag amb Nidaros, mentre Bergen a la Noruega occidental canvià de mans diversos cops. El 22 d'abril del 1206 el bagler va atacar Nidaros durant els festejos pel casament de la germana d'Inge, Sigrid, i Inge mateix a penes pogué fugir amb la seva vida després de creuar nedant les aigües glaçades del riu Nidelva. L'any següent, el 'birkebeiner' llançà un atac reeixit contra la fortalesa 'bagler' de Tønsberg, però la guerra es perllongà sense cap bàndol capaç d'obtenir una victòria decisiva. La tardor del 1207 Tore, arquebisbe de Nidaros, i Nikolas, bisbe d'Oslo, un prominent 'bagler', iniciaren negociacions per a trobar una resolució al conflicte. Arribaren a fer una reunió entre els reis Inge, Filippus, i el comte Håkon, a Kvitsøy al Rogaland la tardor del 1208. S'acordà que Filippus abandonés el títol de rei i el seu segell reial. Aquest controlaria la Noruega oriental amb el Viken, excepte Bohuslän, amb el títol de comte fidel al rei Inge. L'Earl Håkon rebé la Noruega occidental amb Bergen, mentre Inge seria l'únic rei, senyor de Filippus i Håkon i governant directe de Trøndelag amb Nidaros. Per segellar el tractat, Filippus es va casar amb la filla del rei Sverre i cosina del rei Inge, Kristin Sverresdatter.
El tractat de pau persistí durant la resta del regnat d'Inge. Tanmateix Filippus no va respectar les seves provisions i continuà usant el títol de rei, mantenint el seu segell reial. La relació entre Inge i el seu germà Håkon va quedar tensa. Quan ja no quedaven dubtes que Filippus continuava usant el títol de rei, Håkon intentà que ell mateix rebés el tractament de rei essent-ne declarat també, però Inge va rebutjar acceptar-ho. En comptes d'això acordaren els dos germans que el que sobrevisqués a l'altre heretaria d'aquest la totalitat de les seves terres va ser dibuixat amunt per quin el germà que va sobreviure l'altre heretaria l'altre és terres, mentre un fill legítim de qualsevol els heretaria tots dos. Håkon tingué un fill legítim, mentre que Inge només va tenir un fill il·legítim, Guttorm (nascut el 1206) amb una concubina anomenada Gyrid. El 1214 Inge reprimí una revolta pagesa a Trøndelag; sospitant-se que el comte Håkon l'havia incitat. El conflicte obert entre els dos germans mai es solucionà. Quan Håkon va morir de causes naturals a Bergen just després del Nadal de 1214, Inge prengué la seva part del regne.
El 1217 Inge va caure malalt a Nidaros. Durant la seva malaltia cedí al seu germanastre petit, Skule Bårdsson, comte i dirigent de l'exèrcit. Inge va morir el 23 d'abril del 1217 sent enterrat a la Catedral de Nidaros. Fou succeït com a rei pel jove Håkon Håkonsson, de 13 anys, un net il·legítim del rei Sverre, qui havia arribat a la cort del rei Inge i el comte Håkon des que foren conscients de la seva existència el 1206. Skule continuà com a comte i governant de facto durant els següents anys.